# Norihiko Hashida
Norihiko Hashida (はしだのりひこ?  7 de enero de 1945-2 de diciembre de 2017) fue el nombre artístico de Nobuhiko Toda (端田宣彦?), un cantautor japonés.
Hashida fue un nativo de Kioto y asistió a la Universidad de Doshisha. Fue invitado a unirse a Los Folk Crusaders en 1967 y apareció con la banda en la película de 1968 "Three Been Resurrected Drunkards" antes de la separación del grupo. Hashida dirigió entonces Norihiko Hashida y los Shoebelts (はしだのりひことシューベルツ?) hasta 1970. La canción "Hanayome" interpretada por Norihiko Hashida y Climax alcanzó el número 1 en la lista de sencillos de Oricon Weekly del 15 de febrero al 28 de febrero de 1971. El 2 de diciembre de 2017, Hashida murió a los 72 años de un enfermedad de Parkinson, en un hospital en Kioto.